# Dmitrij Gałkin
Dmitrij Prochorowicz Gałkin (ros. Дми́трий Про́хорович Га́лкин, ur. 17 marca 1926 w Turinsku, zm. 20 grudnia 2014 w Magnitogorsku) – dyrektor Magnitogorskiego Kombinatu Metalurgicznego (1973–1979), działacz KPZR, Bohater Pracy Socjalistycznej (1976).

## Życiorys
W 1943 ukończył szkołę rzemieślniczą, później szkołę zawodową w Magnitogorsku, a 1950 Magnitogorski Instytut Górniczo-Metalurgicznego. Od 1943 pracował w Magnitogorskim Kombinacie Metalurgicznym jako elektryk, szef zmiany, szef oddziału, zastępca kierownika i kierownik odlewni, główny walcownik, szef wydziału produkcji i główny inżynier, a w latach 1973–1979 dyrektor kombinatu. Od 1949 należał do WKP(b), w latach 1979–1981 wiceminister czarnej metalurgii ZSRR, 1981–1988 minister czarnej metalurgii Ukraińskiej SRR, 1988–1990 kierownik grupy specjalistów radzieckich w Annabie, od 1990 na emeryturze. W latach 1976–1981 członek KC KPZR, 1981–1986 członek Centralnej Komisji Rewizyjnej KPZR. 1974–1989 deputowany do Rady Najwyższej ZSRR od 9 do 11 kadencji. Od 1979 honorowy obywatel Magnitogorska.

## Odznaczenia i nagrody
- Medal Sierp i Młot Bohatera Pracy Socjalistycznej (5 marca 1976)
- Order Lenina (5 marca 1976)
- Order Rewolucji Październikowej (14 marca 1986)
- Order Czerwonego Sztandaru Pracy
- Nagroda Państwowa ZSRR (dwukrotnie – 1974 i 1982)

I medale.